# 荒木尚志
荒木 尚志（あらき たかし、1959年5月 - ）は、日本の法学者。専門は労働法。学位は、博士（法学）（東京大学・論文博士・1992年）（学位論文「労働時間の法的構造」）。東京大学大学院法学政治学研究科教授。熊本県出身。

## 経歴
- 1978年 - 福岡県立修猷館高等学校卒業[1][2]
- 1983年 - 東京大学法学部卒業
- 1985年 - 東京大学大学院法学政治学研究科修士課程修了
- 1992年 - 東京大学より博士（法学）の学位を受く（学位論文「労働時間の法的構造」）。
- 2001年9月 - 東京大学大学院法学政治学研究科教授
- 2002年9月 - 東京都労働委員会公益委員（2013年8月まで）
- 2011年1月 - 東京大学大学院法曹養成専攻長（2012年3月まで）
- 2012年2月 - 東京都労働委員会会長（2013年8月まで）
- 2017年2月 - 中央労働委員会公益委員（非常勤）（2023年2月まで）
- 2017年4月 - 労働政策審議会労働条件分科会公益委員（会長）
- 2025年2月 - 中央労働委員会会長[3]

## 著書

### 単著
- 『労働時間の法的構造』（有斐閣、1991年）
- 『雇用システムと労働条件変更法理』（有斐閣、2001年）
- 『労働法』（有斐閣、第3版、2016年）

### 共著
- （菅野和夫・山川隆一）『詳説労働契約法』（有斐閣、2008年）
- （島田陽一・土田道夫・中窪裕也・水町勇一郎・村中孝史・森戸英幸）『ケースブック労働法』（有斐閣、2005年）
- （荒木尚志）『労働判例百選〔第10版〕』（有斐閣、2022年）

## 門下生
弟子に、神吉知郁子（東京大学教授）、桑村裕美子（東北大学教授）、富永晃一（上智大学教授）、石崎由希子（横浜国立大学教授）、池田悠（北海道大学教授）、河野奈月（関西大学准教授）、土岐将仁（東京大学教授）、成田史子（信州大学准教授）、石川茉莉（流通経済大学准教授）らがいる。